# Cruddasia insignis
Cruddasia insignis är en ärtväxtart som beskrevs av David Prain. Cruddasia insignis ingår i släktet Cruddasia, och familjen ärtväxter. Inga underarter finns listade i Catalogue of Life.